# Rudi Kolak
Rudi Kolak (ur. 4 listopada 1918 w Gornjim Ribniku, zm. 22 grudnia 2004 w Belgradzie) – polityk byłej Jugosławii.
Był Chorwatem pochodzącym z Bośni. W latach 1965–1967 był przewodniczącym Rady Wykonawczej (szefem rządu) Bośni i Hercegowiny (wchodzącej w skład Federacji Jugosłowiańskiej), później był wicepremierem rządu federalnego Jugosławii (1967-1969) i przewodniczącym jugosłowiańskiej Izby Gospodarczej (1969-1974). Ukończył studia na Wydziale Prawa Uniwersytetu Belgradzkiego.